# Zełeniwka
Zełeniwka (ukr. Зеленівка, ros. Зелено́вка) – osiedle typu miejskiego na Ukrainie, w obwodzie chersońskim. Liczba ludności 1 stycznia 2015 roku wynosiła 5 846 osób.
Pierwsza historyczna nazwa to Balochiwka (Бальохівка) i pochodzi z 1782 roku. W 1783 roku zmieniono nazwę wsi na Zełeniwka (Зеленівка), w 1789 roku na Rożniwka (Рожнівка), w 1967 roku powrócono do nazwy, pod którą osiedle funkcjonuje obecnie. Osiedle typu miejskiego od 1963 roku.